# Otto Hofmann
Otto Hofmann, född 16 mars 1896 i Innsbruck, död 31 december 1982 i Bad Mergentheim, var en tysk SS-Obergruppenführer. Han var från 1940 till 1943 chef för Centralbyrån för ras och bosättning (RuSHA).
Hofmann deltog vid Wannseekonferensen den 20 januari 1942 som sakkunnig beträffande steriliseringar. Vid RuSHA-rättegången i Nürnberg 1947-1948 dömdes Hofmann till 25 års fängelse för krigsförbrytelser och brott mot mänskligheten. Han frisläpptes dock redan 1954.

## Populärkultur
I filmen Konspirationen från 2001 porträtteras Otto Hofmann av Nicholas Woodeson.